# Complexe de Zangiota
 (février 2024).
Si vous disposez d'ouvrages ou d'articles de référence ou si vous connaissez des sites web de qualité traitant du thème abordé ici, merci de compléter l'article en donnant les références utiles à sa vérifiabilité et en les liant à la section « Notes et références ».
Le complexe de Zangiota est un monument historique et architectural situé dans le district de Zangiota, dans la région de Tachkent. Il date du XVe au XXe siècle. Le complexe se compose des mausolées de Zangiota et d'Anbar Bibi, d'un portail, d'une médersa, d'une mosquée, d'une khanqah, d'un minaret et d'un bassin. Le mausolée de Zangiota est adjacent à la madrasa et à la mosquée, et on y accède par les portes situées sur les côtés nord-est et nord-ouest de la cour. Le minaret est également situé au centre de la cour, plus près du mausolée de Zangiota, de la mosquée et du mausolée. On accède au complexe par une arcade à deux côtés. Le complexe est entouré d'un cimetière, qui est clos par un mur. Le mausolée de Zangiota fait face au portail de la cour, tandis que les trois autres côtés sont adjacents au cimetière.

## Architecture
Le mausolée de Zangiota était à l'origine une structure à quatre pièces (un ziyaratkhana, une chambre funéraire et deux petites pièces où les reliques des saints étaient conservées), sans aucune décoration. Les murs intérieurs de la pièce étaient en pierre sculptée, les coins étaient octogonaux et les dômes étaient différents. Les arches et les corniches étaient décorées. La stèle funéraire en marbre blanc dans la chambre funéraire présentait un motif finement sculpté et des inscriptions en arabe. Plus tard, un portail a été construit devant le mausolée et décoré de carreaux émaillés. Les murs extérieurs du portail et des pièces, du ziyaratkhana et du dôme de la chambre funéraire étaient recouverts de carreaux bleus. Le minaret du complexe de Zangiota était orné de carreaux émaillés sculptés et colorés. L'intérieur de la pièce était décoré de majolique, et le mihrab avait une arche en forme de « P » et des inscriptions en arabe. Le dessous du dôme était décoré de feuilles d'or. Les niches saillantes du portail étaient faites de bois, de briques et d'arches composites, et étaient dotées de lanternes octogonales. Le mausolée a été construit par Amir Temur (fin du XIVe siècle) et décoré pendant le règne d'Ulugbek (début du XVe siècle). Le portail et les dômes ont été réparés aux XVIe – XVIIe siècles. Une madrasa d'un étage et une mosquée de salle de prière ont été construites à côté du mausolée en 1832. La madrasa se composait d'une rangée de salles d'un étage, de deux portails et de trois grandes salles (salles de classe). En 1870, le complexe a été réparé et le minaret de la mosquée de salle de prière a été construit. Le maître d'œuvre était Khwaja Muhammad de Kokand. Le complexe a été aménagé et désigné comme monument historique sous protection étatique.
Le complexe commémoratif se compose de trois zones distinctes. La première zone abrite des bâtiments datant des XIVe – XVIe siècles. La deuxième zone comprend un cimetière avec le mausolée d'Anbar-ona, l'épouse de l'éminent soufi. La troisième zone comprend un grand jardin. La zone principale comprend des structures telles que le mausolée de Zangiota, la mosquée, le minaret et la cour associée.
L'accès à la porte se fait par un grand portail orné d'une mosaïque colorée. Il présente des motifs et des inscriptions en arabe. Le portail a été construit pendant le règne de Mirzo Ulugbek, le petit-fils d'Amir Timur. De plus, l'entrée est embellie par deux tours de chaque côté. Dans la partie sud du complexe, on trouve une mosquée construite au XIXe siècle par un juge local.
Aux XVIIIe et XIXe siècles, un nouveau bâtiment de l'école théologique musulmane, appelée madrasa, a été ajouté à l'ensemble des bâtiments. Le bâtiment dispose d'une cour trapézoïdale où se trouvaient autrefois les fenêtres des cellules des étudiants.

## Galerie

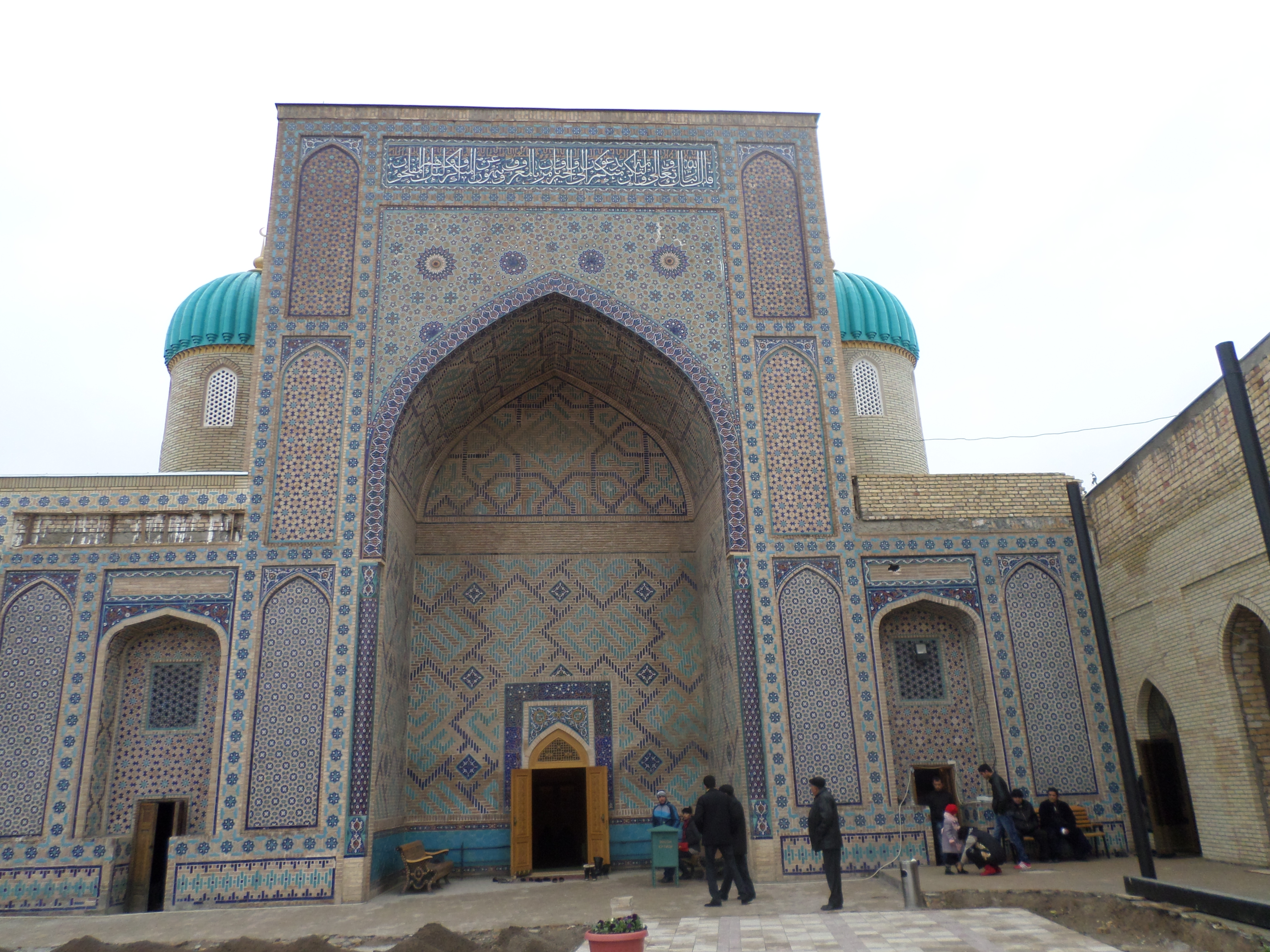
Vue de face
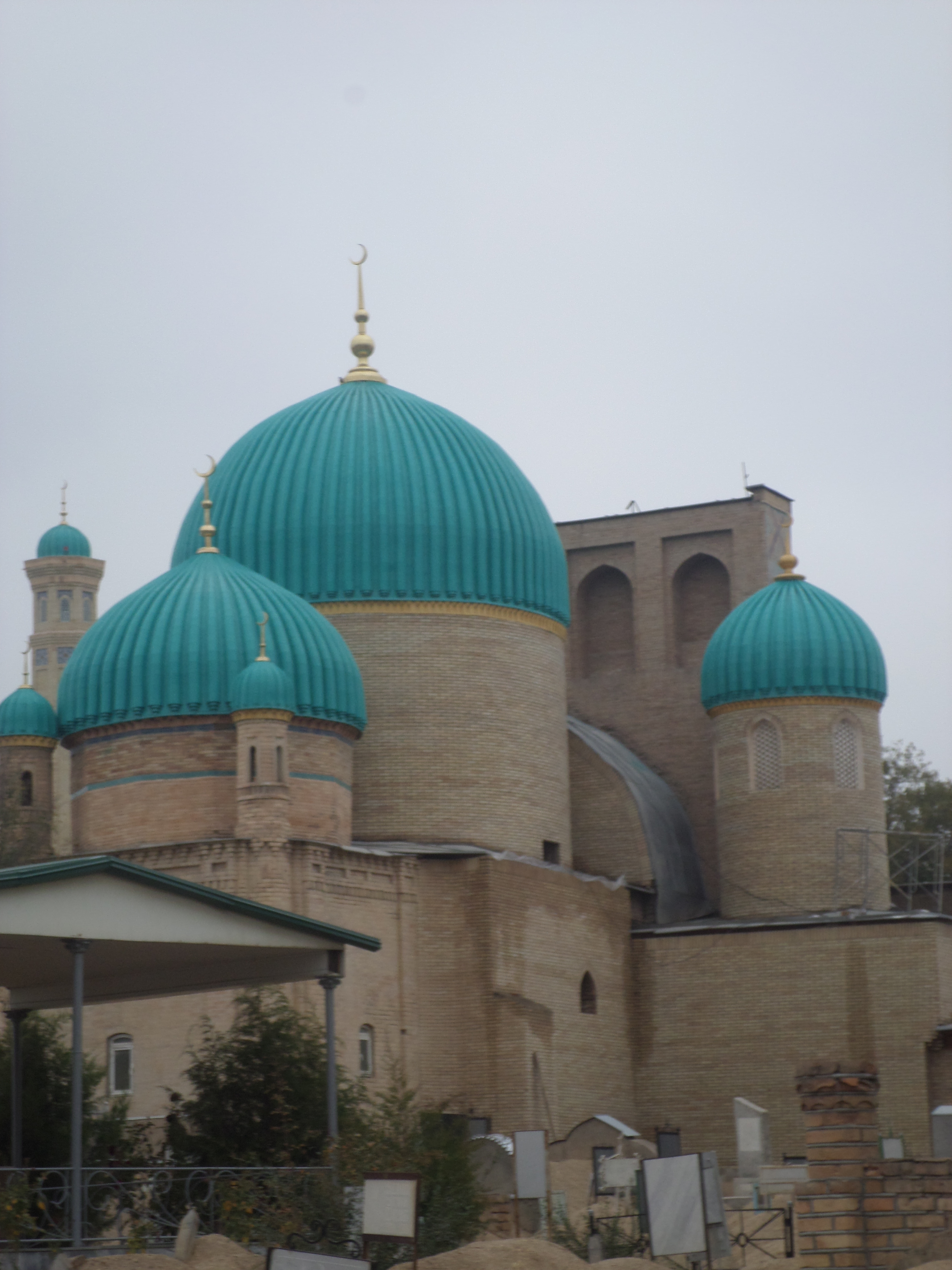
Dômes du bâtiment
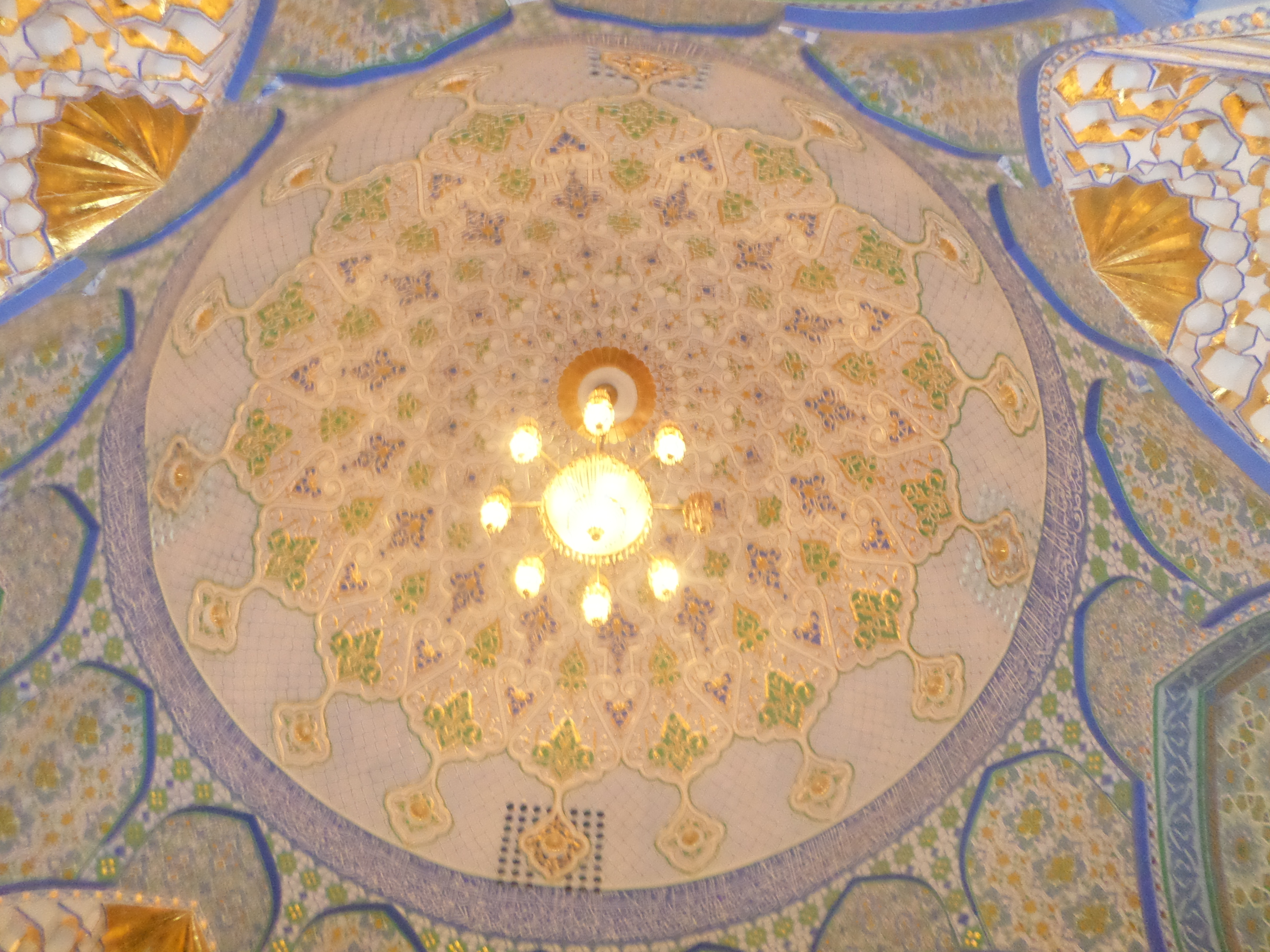
À l'intérieur du dôme
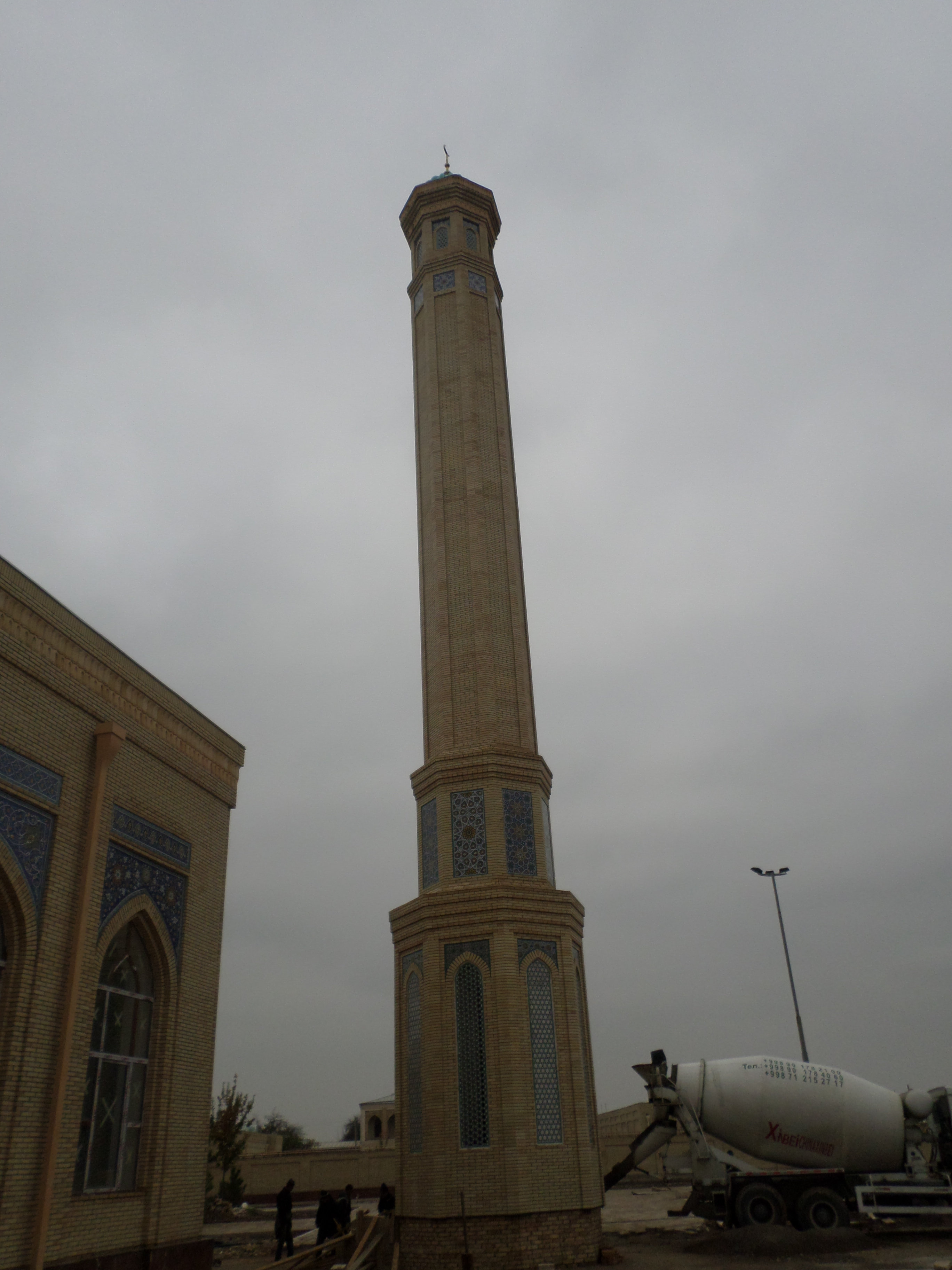
Minaret du complexe
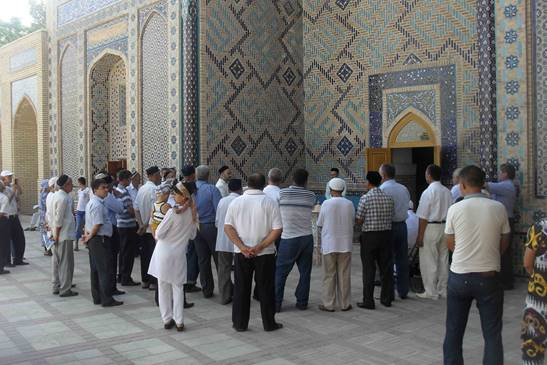
Touristes venant au mausolée